# Центральный регион (Непал)
Центральный регион (непальск. मध्यमाञ्चल विकास क्षेत्र, Madhyamānchal Bikās Kshetra) — один из пяти регионов Непала. Площадь региона составляет 27 410 км². Население по данным переписи 2011 года — 9 656 985 человек. Регион граничит с Западным регионом Непала (на западе), Восточным регионом (на востоке), индийским штатом Бихар (на юге), и Тибетским автономным районом КНР (на севере).
Включает три зоны:
- Багмати
- Джанакпур
- Нараяни